# 12 Korpus Armijny (Imperium Rosyjskie)
12 Korpus Armijny (ros. 12-й армейский корпус)  – jeden ze związków operacyjno-taktycznych  Imperium Rosyjskiego w czasie I wojny światowej. Sformowany 1 listopada 1876 w Kijowskim Okręgu Wojskowym. Miejsce stacjonowania sztabu w 1914 – Winnica.

## Struktura organizacyjna
Organizacja w 1914
- dowództwo i sztab – Winnica
- 12 Dywizja Piechoty
- 19 Dywizja Piechoty
- 3 Brygada Strzelców
- 2 Zborna Dywizja Kozaków
- 12 Dywizja Kawalerii
- 12 dywizjon haubic
- 5 batalion saperów
- 4 batalion obozowy
- 5 batalion obozowy
- 10 kompania aeromobilna

## Podporządkowanie
- 8 Armii (2.08.1914 – 23.01.1915)
- 3 Armii (17.02 – 12.04.1915)
- 8 Armii (4.05 – 1.11.1915)
- 9 Armii (5.12.1915 – 15.09.1916)
- 7 Armii (1.10.1916 – 1.06.1917)
- 8 Armii (8.06 – 23.07.1917)
- 7 Armii (10.08 – 15.11.1917)

## Dowódcy Korpusu
- gen. piechoty  L. W. Lesz (luty 1915 – czerwiec 1915)
- gen. porucznik W.A. Alftan (czerwiec – lipiec  1915)
- gen. porucznik A. M. Kaledin  (lipiec 1915 – marzec 1916)
- gen. kawalerii N. N. Kaznakow (marzec 1916 – kwiecień 1917)
- gen. porucznik W.A. Czeremisow (kwiecień – lipiec 1917)
- gen. porucznik P. W. Czerkasow (lipiec – październik 1917)
- gen. major P. P. Adżijew (od października 1917)